# Football aux Jeux africains de 2011
Navigation
Édition précédente Édition suivante
Les épreuves de football des Jeux africains de 2011 se disputent du 4 au 17 septembre. Les équipes masculines de moins de 23 ans (équipes olympiques), ainsi que les équipes féminines peuvent participer. 
Deux épreuves figurent au programme, une masculine et une féminine.

## Liste de épreuves
- Épreuve masculine
- Épreuve féminine

## Format
Pour ces jeux, le format retenu est le suivant : les équipes sont réparties en deux groupes ; les deux équipes classées première et deuxième de chaque groupe se qualifient pour les demi-finales et poursuivent en un tournoi à élimination directe. Un match pour la troisième place est prévu.

## Sites des compétitions
Les matchs se déroulent au Estádio Nacional do Zimpeto, au Campo do Costa do Sol, au Campo do Maxaquene et à l'Estádio da Machava.
Les finales masculines et féminines ont lieu à l'Estádio Nacional do Zimpeto.

## Calendrier
| Football | Football | Football |  |  |  |  |  |  |  |  |  |  |  |  |  |  | 2 |  |

|  | Jour de compétition |  | Jour de finale |

## Équipes participantes
| Hommes         | Femmes         |
| -------------- | -------------- |
| Mozambique     | Mozambique     |
| Égypte         | Algérie        |
| Sénégal        | Guinée,        |
| Ghana          | Ghana          |
| Cameroun       | Tanzanie       |
| Ouganda        | Cameroun       |
| Afrique du Sud | Afrique du Sud |
| Madagascar     | Zimbabwe       |

## Épreuve masculine

### Premier tour
Au premier tour, les équipes participantes sont réparties en deux groupes de trois équipes. Chaque groupe se dispute sous la forme d'un championnat. Dans chaque groupe, chaque équipe joue un match contre ses deux adversaires. Les deux premières équipes de chaque poule se qualifient pour les demi-finales, les autres sont éliminées. Le classement des groupes utilise un système de points, où les points suivants sont attribués à chaque match joué :
- 3 points pour un match gagné;
- 1 point pour un match nul;
- 0 point pour un match perdu.

#### Groupe A
| Rang | Équipe         | Pts | J | G | N | P | Bp | Bc | Diff |
| ---- | -------------- | --- | - | - | - | - | -- | -- | ---- |
| 1    | Afrique du Sud | 6   | 2 | 2 | 0 | 0 | 4  | 1  | +3   |
| 2    | Ghana          | 3   | 2 | 1 | 0 | 1 | 4  | 4  | 0    |
| 3    | Mozambique     | 0   | 2 | 0 | 0 | 2 | 4  | 7  | -3   |

| Match | Date         | Lieu                                | Équipe 1       | Résultat | Équipe 2       |
| ----- | ------------ | ----------------------------------- | -------------- | -------- | -------------- |
| 1     | 4 septembre  | Estádio Nacional do Zimpeto, Maputo | Mozambique     | 1 - 3    | Afrique du Sud |
| 3     | 7 septembre  | Campo do Maxaquene, Maputo          | Afrique du Sud | 1 - 0    | Ghana          |
| 5     | 10 septembre | Estádio da Machava, Machava         | Mozambique     | 3 - 4    | Ghana          |

#### Groupe B
| Rang | Équipe   | Pts | J | G | N | P | Bp | Bc | Diff |
| ---- | -------- | --- | - | - | - | - | -- | -- | ---- |
| 1    | Cameroun | 4   | 2 | 1 | 1 | 0 | 1  | 0  | +1   |
| 2    | Sénégal  | 3   | 2 | 1 | 0 | 1 | 2  | 2  | 0    |
| 3    | Ouganda  | 1   | 2 | 0 | 1 | 1 | 1  | 2  | -1   |

| Match | Date         | Lieu                       | Équipe 1 | Résultat | Équipe 2 |
| ----- | ------------ | -------------------------- | -------- | -------- | -------- |
| 2     | 5 septembre  | Campo do Maxaquene, Maputo | Cameroun | 0 - 0    | Ouganda  |
| 4     | 8 septembre  | Campo do Maxaquene, Maputo | Ouganda  | 1 - 2    | Sénégal  |
| 6     | 11 septembre | Campo do Maxaquene, Maputo | Cameroun | 1 - 0    | Sénégal  |

### Phase à élimination directe
|  | Demi-finales                                 | Demi-finales                        |                        |          | Finale                                                 | Finale                                                 |
|  | Demi-finales                                 | Demi-finales                        |                        |          | Finale                                                 | Finale                                                 |
|  |                                              |                                     |                        |          |                                                        |                                                        |
|  | 13 septembre à l'Estádio da Machava          | 13 septembre à l'Estádio da Machava |                        |          | 17 septembre à l'Estádio Nacional do Zimpeto de Maputo | 17 septembre à l'Estádio Nacional do Zimpeto de Maputo |
|  | 13 septembre à l'Estádio da Machava          | 13 septembre à l'Estádio da Machava |                        |          | 17 septembre à l'Estádio Nacional do Zimpeto de Maputo | 17 septembre à l'Estádio Nacional do Zimpeto de Maputo |
|  | Afrique du Sud                               | 0ap (6tab)                          |                        |          | 17 septembre à l'Estádio Nacional do Zimpeto de Maputo | 17 septembre à l'Estádio Nacional do Zimpeto de Maputo |
|  | Afrique du Sud                               | 0ap (6tab)                          |                        |          | 17 septembre à l'Estádio Nacional do Zimpeto de Maputo | 17 septembre à l'Estádio Nacional do Zimpeto de Maputo |
|  | Sénégal                                      | 0 (5)                               |                        |          | 17 septembre à l'Estádio Nacional do Zimpeto de Maputo | 17 septembre à l'Estádio Nacional do Zimpeto de Maputo |
|  | Sénégal                                      | 0 (5)                               | Afrique du Sud         | 1 (2tab) |                                                        |                                                        |
|  | 14 septembre à l'Estádio da Machava          |                                     | Afrique du Sud         | 1 (2tab) |                                                        |                                                        |
|  |                                              | Ghana                               | 1 (4)                  |          |                                                        |                                                        |
|  | Cameroun                                     | Ghana                               | 1 (4)                  | 0        |                                                        |                                                        |
|  | Cameroun                                     |                                     |                        | 0        |                                                        |                                                        |
|  | Ghana                                        | 1                                   |                        |          |                                                        |                                                        |
|  | Ghana                                        | 1                                   | Match pour la 3e place |          |                                                        |                                                        |
|  |                                              |                                     |                        |          |                                                        |                                                        |
|  | 16 septembre au Campo do Maxaquene de Maputo |                                     |                        |          |                                                        |                                                        |
|  |                                              |                                     |                        |          |                                                        |                                                        |
|  | Sénégal                                      | 1 (4)                               |                        |          |                                                        |                                                        |
|  | Sénégal                                      | 1 (4)                               |                        |          |                                                        |                                                        |
|  | Cameroun                                     | 1 (5tab)                            |                        |          |                                                        |                                                        |
|  | Cameroun                                     | 1 (5tab)                            |                        |          |                                                        |                                                        |

## Épreuve féminine

### Premier tour
Au premier tour, les équipes participantes sont réparties en deux groupes de trois et quatre équipes. Chaque groupe se dispute sous la forme d'un championnat. Dans chaque groupe, chaque équipe joue un match contre ses deux adversaires. Les deux premières équipes de chaque poule se qualifient pour les demi-finales, les autres sont éliminées. Le classement des groupes utilise un système de points, où les points suivants sont attribués à chaque match joué :
- 3 points pour un match gagné;
- 1 point pour un match nul;
- 0 point pour un match perdu.

#### Groupe A
| Rang | Équipe     | Pts | J | G | N | P | Bp | Bc | Diff |
| ---- | ---------- | --- | - | - | - | - | -- | -- | ---- |
| 1    | Cameroun   | 6   | 2 | 2 | 0 | 0 | 4  | 0  | +4   |
| 2    | Algérie    | 3   | 2 | 1 | 0 | 1 | 7  | 4  | +3   |
| 3    | Mozambique | 0   | 2 | 0 | 0 | 2 | 1  | 8  | -7   |

| Match | Date         | Lieu                                | Équipe 1   | Résultat | Équipe 2 |
| ----- | ------------ | ----------------------------------- | ---------- | -------- | -------- |
| 1     | 4 septembre  | Estádio Nacional do Zimpeto, Maputo | Mozambique | 0 - 1    | Cameroun |
| 4     | 7 septembre  | Campo do Maxaquene, Maputo          | Cameroun   | 3 - 0    | Algérie  |
| 7     | 10 septembre | Estádio da Machava, Machava         | Mozambique | 1 - 7    | Algérie  |

#### Groupe B
| Rang | Équipe         | Pts | J | G | N | P | Bp | Bc | Diff |
| ---- | -------------- | --- | - | - | - | - | -- | -- | ---- |
| 1    | Ghana          | 7   | 3 | 2 | 1 | 0 | 6  | 4  | +2   |
| 2    | Afrique du Sud | 5   | 3 | 1 | 2 | 0 | 8  | 5  | +3   |
| 3    | Tanzanie       | 2   | 3 | 0 | 2 | 1 | 5  | 6  | -1   |
| 4    | Zimbabwe       | 1   | 3 | 0 | 1 | 2 | 4  | 8  | -4   |

| Match | Date         | Lieu                        | Équipe 1       | Résultat | Équipe 2 |
| ----- | ------------ | --------------------------- | -------------- | -------- | -------- |
| 2     | 5 septembre  | Campo do Maxaquene, Maputo  | Afrique du Sud | 4 - 1    | Zimbabwe |
| 3     | 5 septembre  | Estádio da Machava, Machava | Tanzanie       | 1 - 2    | Ghana    |
| 5     | 8 septembre  | Estádio da Machava, Machava | Afrique du Sud | 2 - 2    | Tanzanie |
| 6     | 8 septembre  | Campo do Maxaquene, Maputo  | Zimbabwe       | 1 - 2    | Ghana    |
| 8     | 11 septembre | Campo do Maxaquene, Maputo  | Afrique du Sud | 2 - 2    | Ghana    |
| 9     | 11 septembre | Estádio da Machava, Machava | Tanzanie       | 2 - 2    | Zimbabwe |

### Phase à élimination directe

#### Tableau final
|  | Demi-finales                                 | Demi-finales                        |                        |   | Finale                                                 | Finale                                                 |
|  | Demi-finales                                 | Demi-finales                        |                        |   | Finale                                                 | Finale                                                 |
|  |                                              |                                     |                        |   |                                                        |                                                        |
|  | 13 septembre à l'Estádio da Machava          | 13 septembre à l'Estádio da Machava |                        |   | 17 septembre à l'Estádio Nacional do Zimpeto de Maputo | 17 septembre à l'Estádio Nacional do Zimpeto de Maputo |
|  | 13 septembre à l'Estádio da Machava          | 13 septembre à l'Estádio da Machava |                        |   | 17 septembre à l'Estádio Nacional do Zimpeto de Maputo | 17 septembre à l'Estádio Nacional do Zimpeto de Maputo |
|  | Cameroun                                     | 2                                   |                        |   | 17 septembre à l'Estádio Nacional do Zimpeto de Maputo | 17 septembre à l'Estádio Nacional do Zimpeto de Maputo |
|  | Cameroun                                     | 2                                   |                        |   | 17 septembre à l'Estádio Nacional do Zimpeto de Maputo | 17 septembre à l'Estádio Nacional do Zimpeto de Maputo |
|  | Afrique du Sud                               | 0                                   |                        |   | 17 septembre à l'Estádio Nacional do Zimpeto de Maputo | 17 septembre à l'Estádio Nacional do Zimpeto de Maputo |
|  | Afrique du Sud                               | 0                                   | Cameroun               | 1 |                                                        |                                                        |
|  | 14 septembre à l'Estádio da Machava          |                                     | Cameroun               | 1 |                                                        |                                                        |
|  |                                              | Ghana                               | 0                      |   |                                                        |                                                        |
|  | Ghana                                        | Ghana                               | 0                      | 3 |                                                        |                                                        |
|  | Ghana                                        |                                     |                        | 3 |                                                        |                                                        |
|  | Algérie                                      | 0                                   |                        |   |                                                        |                                                        |
|  | Algérie                                      | 0                                   | Match pour la 3e place |   |                                                        |                                                        |
|  |                                              |                                     |                        |   |                                                        |                                                        |
|  | 16 septembre au Campo do Maxaquene de Maputo |                                     |                        |   |                                                        |                                                        |
|  |                                              |                                     |                        |   |                                                        |                                                        |
|  | Afrique du Sud                               | 0                                   |                        |   |                                                        |                                                        |
|  | Afrique du Sud                               | 0                                   |                        |   |                                                        |                                                        |
|  | Algérie                                      | 3                                   |                        |   |                                                        |                                                        |
|  | Algérie                                      | 3                                   |                        |   |                                                        |                                                        |